# Gornji Mujdžići
Gornji Mujdžići (cyr. Горњи Мујџићи) – wieś w Bośni i Hercegowinie, w Republice Serbskiej, w gminie Šipovo. W 2013 roku liczyła 183 mieszkańców.